# 魔法戰士李維
《魔法戰士李維》是日本作家水野良所創作的奇幻小說，此外還有動畫和漫畫。

## 故事概要
故事的舞台，位於英雄王"李察爾"治理下的劍之國"歐法"。
這國家中有個正值青年的男子·李維，是個魔法師，卻愛酒、好色、把打架當做茶餘飯後的事。一方面心理糾葛"這樣下去好嗎?的心情，日子這樣過下去。
然而有一天，李維受到米蕾兒、吉妮、梅莉莎邀請加入冒險者的行列，成為魔法戰士。就這樣，李維一行人廣大的冒險正式展開。

## 人物介紹
- 李維 () (配音：小西克幸)

本作主角。魔術師基爾德養育的青年。新王國曆501年夏天出生。有強軔肉體和野性性格。
- 艾拉 () (配音：矢島晶子)

大李維兩歲的青梅竹馬和魔術學院的同窗，從小就對李維抱有朋友以上的情感，是李維的婚約者。
- 米蕾兒 (ミレル) (配音：川上倫子)

體型嬌小的盜賊，是李維冒險的夥伴之一。
- 吉妮 () (配音：高山南)

身材高大手持大劍的戰士，是李維冒險的夥伴之一。
- 梅莉莎 (メリッサ) (配音：井上喜久子)

戰神馬伊力的神官，聽從馬伊力的神喻，雖然非本人所願意，成為李維的侍從，是李維冒險的夥伴之一。
- 賽蕾茜雅 (セレシア) (配音：折笠富美子)

住在森林裡的妖精，個性看似純真，實則心機甚深。喜歡李維，和艾拉互為情敵。
- 卡歐斯 (カーウェス) (配音：麦人)

魔術學院的魔導師。
- 傑尼 () (配音：紗百合)

戰神馬伊力的最高祭司，有著「劍姬」的稱號。
- 雷得納 (リトラー) (配音：三木真一郎)

王國的王子。
- 迦內特 (ガネット) (配音：柚木涼香)

動畫原創人物，女神官。

## 主題歌
主題歌OP
- Twinkle Trick
- 歌 : 奧田綾乃

主題歌ED
- Love&Pain
- 歌 : ハッポンアシ

## 作品系列

### Prologue
- 魔法戦士リウイ0～9

### Second Season
- 魔法戦士リウイ/剣の国の魔法戦士
- 魔法戦士リウイ/湖岸の国の魔法戦士
- 魔法戦士リウイ/砂塵の国の魔法戦士

### Third Season
- 魔法戦士リウイ　ファーラムの剣/賢者の国の魔法戦士（2004-08）
- 魔法戦士リウイ　ファーラムの剣/咒縛の島の魔法戦士（2005-03）
- 魔法戦士リウイ　ファーラムの剣/牧歌の国の魔法戦士（2006-02）
- 魔法戦士リウイ　ファーラムの剣/鋼の国の魔法戦士（2006-12）
- 魔法戦士リウイ　ファーラムの剣/神代の島の魔法戦士（2007-12）
- 魔法戦士リウイ　ファーラムの剣/嵐の海の魔法戦士（2008-08）
- 魔法戦士リウイ　ファーラムの剣/煙火の島の魔法戦士（2011-01）
- 魔法戦士リウイ　ファーラムの剣/魔法の国の魔法戦士（2012-06）